# 指田豊
指田 豊（さしだ ゆたか、1938年（昭和13年）4月3日～）は東京薬科大学名誉教授。薬学博士。
専門は薬用植物学、生薬学。薬用植物の成分の化学構造と生理活性を研究している。
また、一般市民向けの講演や執筆活動、植物観察会などで、身近な薬草の活用法などを指導している。
日本植物園協会名誉会員。東京都出身。

## 経歴
東京薬科大学卒業、東京薬科大学大学院修了。その後、出身大学の名誉教授となる。
1988年にイスクラ厚生事業財団漢方研究奨励賞を受賞。1993年、和漢医薬学会評議員。1997年から1999年まで日本生薬学会関東支部長、幹事に就任。
東京都八王子市南陽台在住。

## 所属学会
- American Chemical Society
- 和漢医薬学会
- 日本化学会
- 日本植物分類学会
- 日本生薬学会
- 日本薬学会

## 著作

### 著書・編著
- 『散歩で見つける薬草図鑑 (見分け方・使い方がよくわかる)』
- 『植物による食中毒と皮膚のかぶれ―身近にある毒やかぶれる成分をもつ植物の見分け方 (写真を見ながら学べるビジュアル版 新健康教育シリーズ)』
- 『薬学生のための漢方薬入門』
- 『薬用植物学』
- 『日本の薬草 (増補改訂フィールドベスト図鑑)』
- 『薬草の散歩道 薬になる野の花・庭の花100種』
- 『薬用植物』
- 『身近な薬用植物: あの薬はこの植物から採れる』